# White River (Missouri River)
Der White River (englisch für „Weißer Fluss“) ist ein 816 km langer rechter Nebenfluss des Missouri River in den US-Bundesstaaten Nebraska und South Dakota.
Der Name des Flusses leitet sich von der weiß-grauen Färbung des Wassers ab – ein Ergebnis aus erodiertem Sand, Lehm und vulkanischer Asche, die der Fluss mit sich führt.
Das Einzugsgebiet beträgt etwa 20.600 km².
Der Fluss fließt durch eine dünn besiedelte Region aus Hügeln, Hochflächen und Badlands.
Der White River hat seinen Ursprung im Nordwesten von Nebraska, in der Pine-Ridge-Schichtstufe nördlich von Harrison, auf einer Höhe von 1462 m.
Er fließt in südöstlicher, später in nordöstlicher Richtung an Fort Robinson vorbei und nördlich von Crawford.
Er überquert die Grenze nach South Dakota und durchfließt das Pine Ridge Reservation in nördlicher Richtung. Der Wounded Knee Creek mündet anschließend in den White River. Danach fließt dieser am Badlands National Park vorbei.
Am nördlichen Rand des Reservats schwenkt der White River nach Ostnordost und Südost und bildet die nördliche Grenze des Reservats sowie die südliche Grenze des Buffalo Gap National Grassland.
Etwa 24 km südlich von Murdo trifft der Little White River in den White River. Danach fließt der White River in östlicher Richtung und endet im zum Lake Francis Case aufgestauten Missouri River, etwa 24 km südwestlich von Chamberlain.